# غريتشن كيبيل-أليكس
جريتشن كيبل ألكس، عالمة أمريكية وأستاذة مساعدة في جامعة ميتشيغان في قسم علوم وهندسة المناخ والفضاء بكلية الهندسة. تركز بشكل أساسي على مناخ الأرض وتأثيرات غازات الدفيئة على الغلاف الجوي للأرض.

## العمل والأبحاث

### التاريخ الوظيفي
بدأت غريتشن مسيرتها الأكاديمية في العمل كمساعدة بحث أثناء دراستها الجامعية الأولى والدراسات العليا (في معهد ماساتشوستس للتكنولوجيا ولاحقًا في معهد كاليفورنيا للتكنولوجيا). تعمل حاليًا كمساعدة بحث في قسم علوم وهندسة المناخ والفضاء في جامعة ميشيغان منذ عام 2013.
أكملت غريتشن كيبل-أليكس أطروحتها لنيل درجة الدكتوراه عام 2012، بإشراف البروفيسور باول وينبيرغ، وكانت بعنوان "القيود على ميزانية الكربون العالمية بسبب التغيرات في إجمالي ثاني أكسيد الكربون العمودي"، درست فيها أهمية تقييم أنماط ثاني أكسيد الكربون عندمت تتغير نماذج التنبؤ بالتغير المناخ العالمي. 

### الأبحاث
مجالات اهتمام غريتشن كيبيل هي: دورة الكربون والتفاعلات المناخية، واستشعار الغازات الجوية عن بعد، وخصائص الغطاء النباتي، ونمذجة نظام الأرض، ونقل تعقب الغلاف الجوي. 
قدمت غريتشن كيبيل العديد من المساهمات البحثية البارزة، لا سيما انبعاثات غازات الاحتباس الحراري المحيطة وتغيّر المناخ العالمي. قادت العديد من المشاريع البحثية، مثل مشروع بعنوان "تطوير فهم آلي للتقلبات في معدّل زيادة ثاني أكسيد الكربون في الغلاف الجوي الناجم عن التذبذبات المناخية خلال السنين"، اكتشف العلماء من خلال هذا المشروع كيفية استجابة النظم الأرضية لتغير المناخ. شاركت أيضاً فريق البحث OCO-2 التابع لوكالة ناسا، عملت خلاله مع 20 شخصاً على التحقّق من كيفية استجابة البشر وكيفية مساهمتهم لوجود ثاني أكسيد الكربون في الغلاف الجوي للأرض.
- الخصائص المحبة للماء للسخام المسن ، رسائل البحث الجيوفيزيائية ، 2005. [6]
- قيود جديدة على التدفق الصافي لموسم النمو في نصف الكرة الشمالي ، رسائل البحوث الجيوفيزيائية ، 2007. [7]